# Pseudochromis wilsoni
Pseudochromis wilsoni är en fiskart som först beskrevs av Gilbert Percy Whitley 1929.  Pseudochromis wilsoni ingår i släktet Pseudochromis och familjen Pseudochromidae. Inga underarter finns listade i Catalogue of Life.